# Sabatierreactie
De Sabatierreactie of het Sabatier-proces werd in 1897 ontdekt door de Franse chemici Paul Sabatier en Jean-Baptiste Senderens. Het gaat om de reactie van waterstof met koolstofdioxide bij hoge temperatuur (optimaal 300–400 °C) en druk, in de aanwezigheid van een katalysator (nikkel), met de bedoeling om methaan en water te produceren.

## Reactiemechanisme
De Sabatierreactie met respectievelijk koolstofmonoxide en -dioxide kan geschreven worden als:
{\displaystyle {\ce {CO + 3H2 -> CH4 + H2O}}}
{\displaystyle {\ce {CO2 + 4H2 -> CH4 + 2H2O}}}
Beide reacties zijn exotherm: de reactie met koolstofmonoxide gaat gepaard met een enthalpieverandering {\displaystyle \Delta H_{r}=-206\;\mathrm {kJ/mol} }, de reactie met koolstofdioxide met een reactie-enthalpie {\displaystyle \Delta H_{r}=-165\;\mathrm {kJ/mol} }. Koolstofdioxide kan daarnaast met waterstofgas reageren volgens een omgekeerde water-gas-shift-reactie. Deze ongewenste nevenreactie is eveneens een exotherme reactie, die een enthalpieverandering {\displaystyle \Delta H_{r}=-41\;\mathrm {kJ/mol} } teweeg brengt, en geschreven kan worden als {\textstyle {\ce {CO2 + H2 -> CO + H2O}}}.

## Katalysatoren
De Sabatierreactie wordt typisch uitgevoerd over een gedragen metaalkatalysator. Met name ruthenium op aluminiumoxide zou een efficiëntere katalysator vormen. Rutheniumkatalysatoren vertonen namelijk een zeer hoge activiteit voor de Sabatierreactie. Ook katalysatoren op basis van nikkel en rodium vertonen een hoge activiteit en selectiviteit voor de Sabatierreactie. Nikkelkatalysatoren worden het meest gebruikt om die reactie uit te voeren. Die katalysatoren vertonen echter een lagere activiteit dan degene op basis van rodium en ruthenium, maar zijn goedkoper en bijgevolg aantrekkelijker voor commercieel gebruik. Een tweede probleem met nikkelkatalysatoren is dat de activeringsenergie van de reactie er, volgens de Arrheniusvergelijking, voor zorgt dat de reactie slechts traag verloopt en er dus hogere temperaturen nodig zijn.

## Toepassingen
De Sabatierreactie kan onder meer gebruikt worden in de energie- en transportsector. Dit zijn twee industrieën die veel koolstofdioxide uitstoten. De {\textstyle {\ce {CO2}}} die uitgestoten wordt zou bijvoorbeeld omgezet kunnen worden tot methaan en methanol. Die twee stoffen kunnen op hun beurt dan weer opnieuw gebruikt worden als brandstof. Tijdens de Sabatierreactie wordt ook koolstofmonoxide gevormd. Dit is een bestanddeel van synthesegas en kan dienen als grondstof voor onder meer een Fischer-Tropssynthese en voor de productie van fosgeen, een belangrijke grondstof voor bijvoorbeeld de productie van polyurethanen en polycarbonaten.
De Sabatierreactie zou ook gebruikt kunnen worden om elektriciteit chemisch op te slaan. In deze toepassing zou de reactie uitgevoerd kunnen worden met waterstofgas dat geproduceerd werd via de elektrolyse van water.
De reactie kan ook toegepast worden in de ammoniakproductie. Ammoniak wordt typisch gesynthetiseerd volgens het Haber-Boschproces. In dat proces worden ijzerkatalysatoren gebruikt. {\textstyle {\ce {CO}}} en {\textstyle {\ce {CO2}}} vergiftigen dergelijke katalysatoren. Na afloop van de waterstofproductie in het proces, kan het mengsel van de verschillende reactanten over methaneringskatalysatoren gestuurd worden, waardoor het gevormde {\textstyle {\ce {CO}}} en {\textstyle {\ce {CO2}}} kunnen omgezet worden tot methaan. Zo kan de accumulatie van koolstofdioxide in de syntheselus voorkomen worden, en worden de giffen verwijderd.